# 81e cérémonie des New York Film Critics Circle Awards

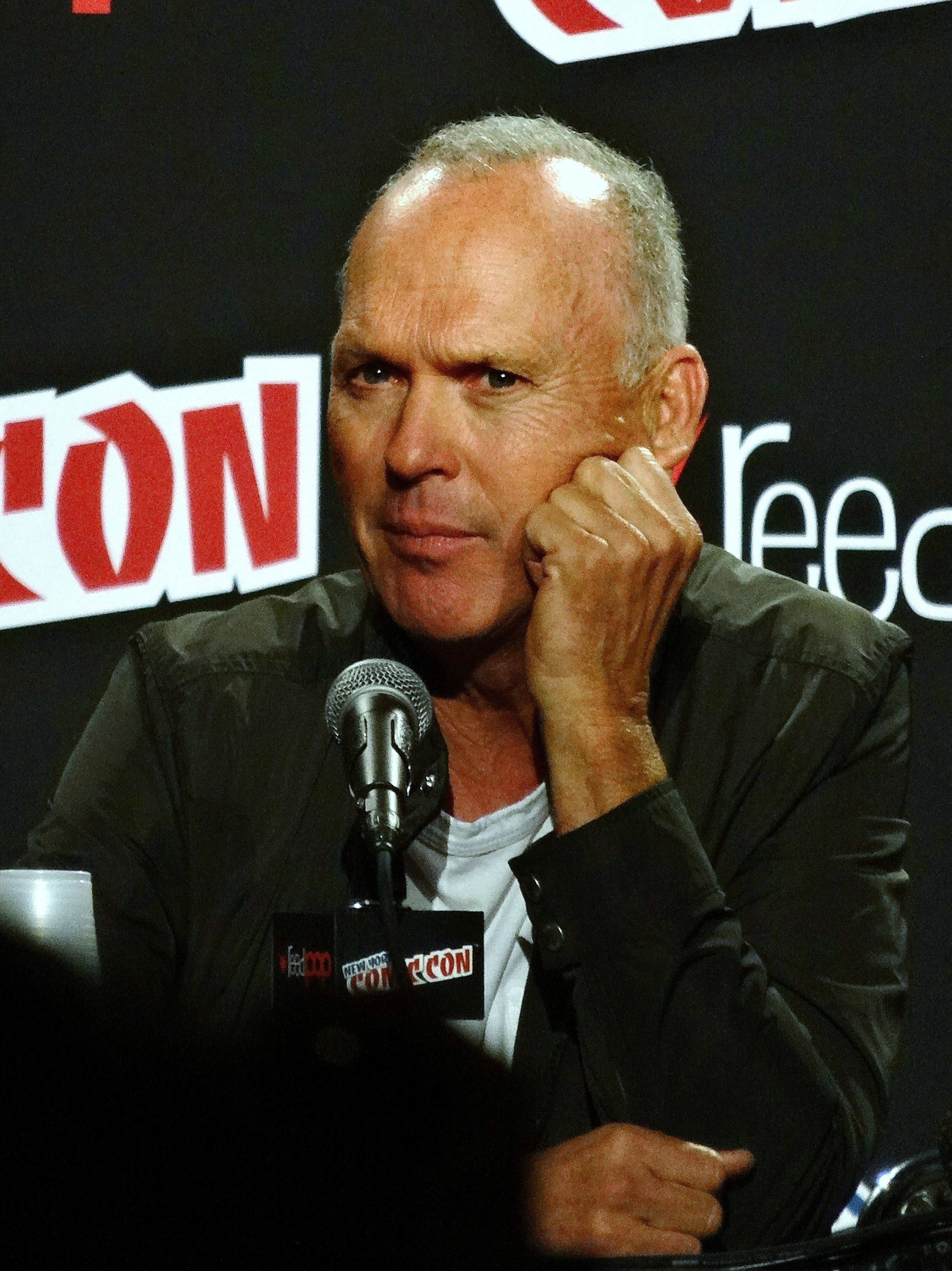
Michael Keaton à la NYCC de 2014

La 81e cérémonie des New York Film Critics Circle Awards (NYFCC Awards), décernés par le New York Film Critics Circle, a eu lieu le 2 décembre 2015 et a récompensé les films réalisés dans l'année.

## Palmarès

### Meilleur film
- Carol

### Meilleur réalisateur
- Todd Haynes pour Carol

### Meilleur acteur
- Michael Keaton pour le rôle de Walter V. Robinson dans Spotlight

### Meilleure actrice
- Saoirse Ronan pour le rôle de Eilis Lacey dans Brooklyn

### Meilleur acteur dans un second rôle
- Mark Rylance pour le rôle de Rudolf Abel dans Le Pont des espions

### Meilleure actrice dans un second rôle
- Kristen Stewart pour le rôle de Valentine dans Sils Maria

### Meilleur premier film
- László Nemes pour Le Fils de Saul

### Meilleur scénario
- Carol – Phyllis Nagy

### Meilleure photographie
- Carol – Edward Lachman

### Meilleur film en langue étrangère
- Timbuku

### Meilleur film d'animation
- Vice-versa

### Meilleur film documentaire
- In Jackson Heights

### Special Award
- William Becker et Janus Films
- Ennio Morricone